# Basitropis propinquua
Basitropis propinquua là một loài bọ cánh cứng thuộc chi Basitropis, trong họ Anthribidae. Loài này được Frieser, R. mô tả khoa học lần đầu tiên năm 1997.